# Terza pagina

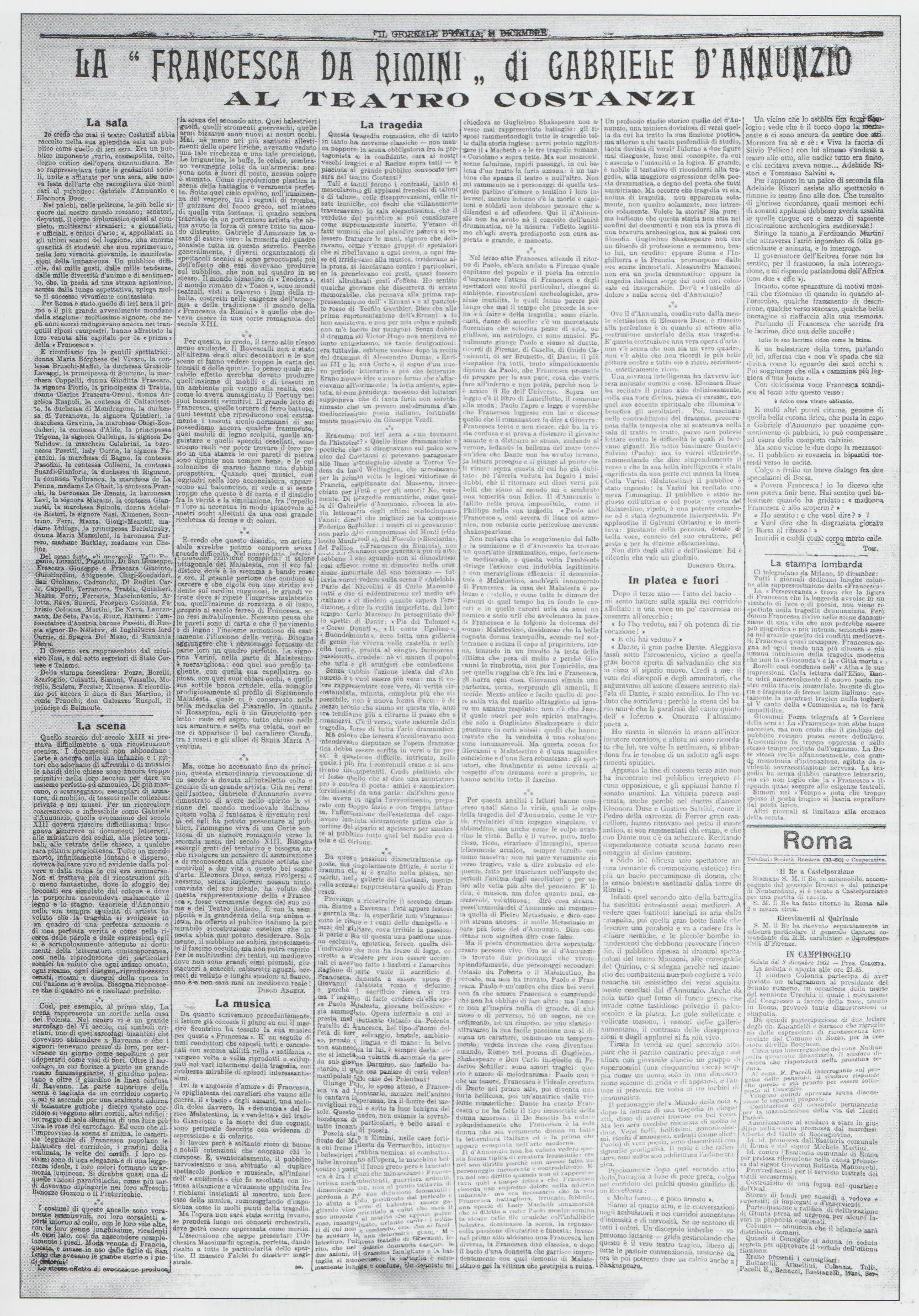
Historicky první třetí strana, která se objevila v « Giornale d'Italia » dne 11. prosince 1901.

Terza pagina („třetí strana“) byla tradičně prostorem, který italské noviny věnovaly kultuře. Představovala jakousi výkladní skříň daných novin, zároveň plodný a důležitý prostor pro kulturní růst Itálie, v neposlední řadě též specifickou zvláštnost novin na Apeninském poloostrově.